# Заозёрное (Костанайская область)
Заозёрное (каз. Заозёрный) — село в Фёдоровском районе Костанайской области Казахстана. Входит в состав Ленинского сельского округа. Код КАТО — 396853400.

## Население
В 1999 году население села составляло 443 человека (210 мужчин и 233 женщины). По данным переписи 2009 года в селе проживало 411 человек (197 мужчин и 214 женщин). По данным переписи 2021 года, в селе проживало 259 человек (136 мужчин и 123 женщины).